# 1985 у кіно

## Фільми

### Світове кіно
- Мої щасливі зірки /  Гонконг
- Поліцейська історія /  Гонконг
- Назад у майбутнє /  США
- Захисник /  США
- Літо напрокат /  Гонконг

## СРСР
- Батальйони просять вогню
- Гостя з майбутнього

### УРСР
- Женихи

## Персоналії

### Народилися
- 25 лютого — Федінчик Андрій Григорович, український актор театру, кіно та дубляжу.
- 26 березня — Кіра Найтлі, англійська акторка кіно й телебачення.
- 1 липня — Леа Сейду, французька акторка, модель.
- 1 серпня — Сара Жиродо, французька акторка.

### Померли
- 2 січня — Дашенко Василь Павлович, актор.
- 11 лютого — Нігматулін Талгат Кадирович, радянський кіноактор.
- 21 березня — Майкл Редгрейв, британський актор театру і кіно, режисер (нар.1908).
- 2 квітня — Александр Ріньйо, французький актор театру, кіно та телебачення (нар. 1901).
- 4 квітня — Асанова Дінара Кулдашівна, радянська російська акторка і кінорежисерка.
- 23 квітня — Юткевич Сергій Йосипович, радянський кінорежисер, театральний режисер, художник, сценарист, актор, театральний педагог.
- 9 травня — Едмонд О'Браєн, американський актор.
- 19 травня — Цинман Аркадій Михайлович, російський актор.
- 30 травня — Тоїдзе Олександра Мойсеївна, радянська акторка.
- 26 червня — Чініджанц Леонід Борисович, радянський кіно та театральний актор.
- 12 липня — Чорний Михайло Кирилович, радянський і український кінооператор.
- 8 серпня — Луїза Брукс, американська танцюристка, модель, акторка.
- 23 вересня — Волкова Клавдія Василівна, російська і українська радянська акторка.
- 25 вересня — Склют Йосип Самойлович, радянський драматург, кіносценарист.
- 27 вересня — Ллойд Нолан, американський актор кіно.
- 30 вересня:
  - Симона Синьйоре, французька акторка кіно та театру.
  - Флойд Кросбі, американський кінооператор.
- 2 жовтня — Дмитерко Любомир Дмитрович, український письменник, поет, прозаїк, драматург, публіцист, сценарист, перекладач.
- 4 жовтня — Стриженов Гліб Олександрович, радянський актор театру та кіно (нар. 1925).
- 10 жовтня:
  - Орсон Веллс, американський кінорежисер, сценарист, актор та продюсер.
  - Юл Бріннер, американський актор.
- 25 жовтня — Волков Микола Миколайович, радянський актор театру і кіно.
- 1 листопада — Філ Сільверс, американський актор театру, кіно і телебачення, комік, диктор радіо і актор озвучування.
- 5 листопада — Толмазов Борис Микитович, радянський театральний режисер i актор.
- 18 листопада — Коковкін Борис Сергійович, радянський актор театру і кіно (нар. 1910).
- 26 листопада — Герасимов Сергій Аполлінарійович, радянський кінорежисер, сценарист, актор і педагог.
- 27 листопада — Андре Юнебель, французький кінорежисер, сценарист та кінопродюсер (нар. 1896).
- 12 грудня:
  - Азарх-Опалова Євгенія Емануїлівна, українська акторка театру і кіно.
  - Енн Бакстер, американська акторка.
- 28 грудня — Ренато Кастеллані, італійський кінорежисер, сценарист.